# Walter Kilger

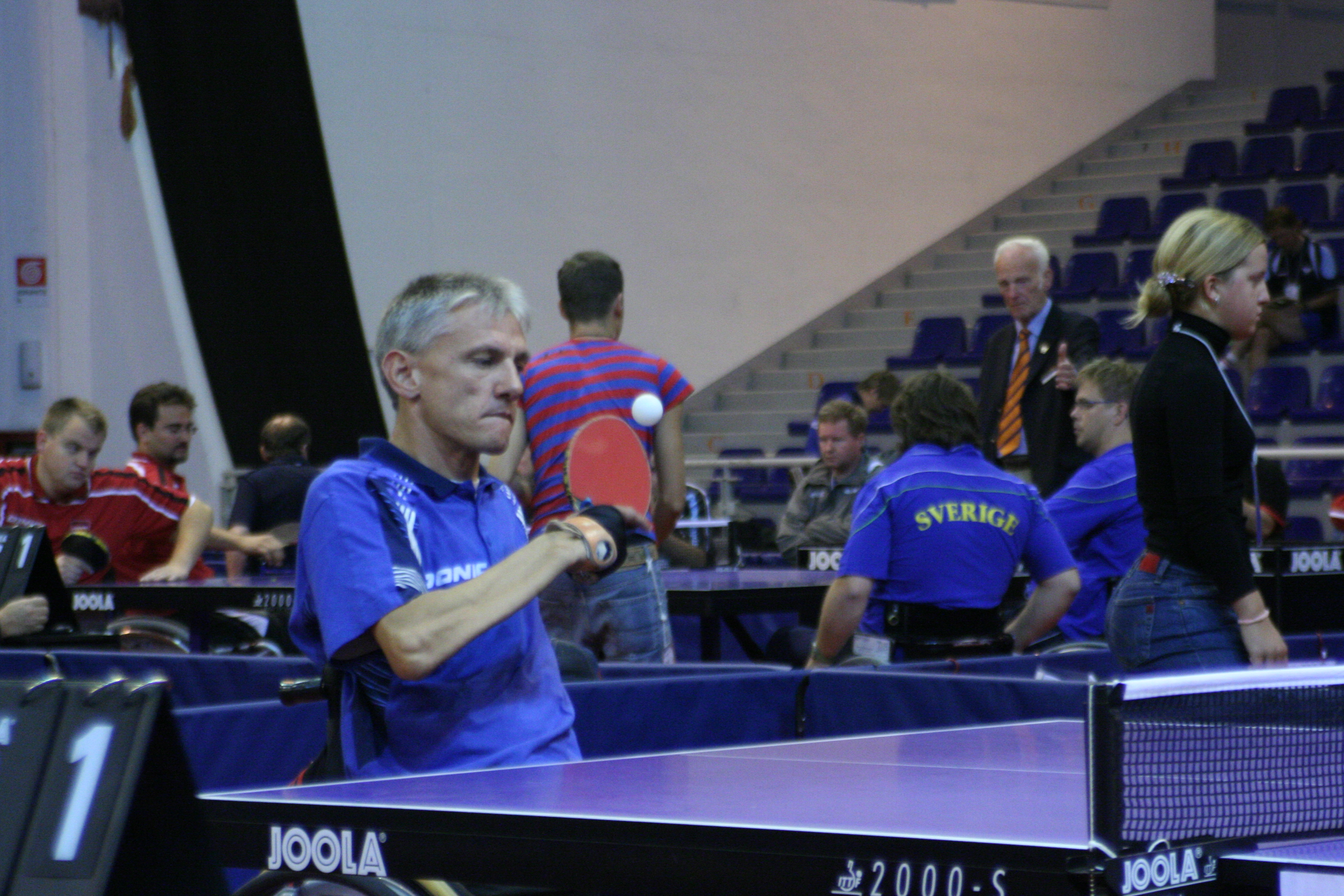
Walter Kilger (2005)

Walter Kilger ist ein deutscher Behindertensportler.

## Leben und sportliche Laufbahn
Walter Kilger ist wegen seiner schweren körperlichen Behinderung auf den Rollstuhl angewiesen. Trotz dieser Beeinträchtigung wollte er auf sportliche Betätigung nicht verzichten. Als für ihn gemäße Sportart wählt er den Tischtennissport. In der Behinderungskategorie C1 erreichte er schon bald einen Leistungsstand, der ihn mit der deutschen Behinderten-Nationalmannschaft an internationalen Wettbewerben teilnehmen ließ. Er wurde sowohl im Einzel als auch in der Mannschaft eingesetzt und zwar sowohl bei Europa- und Weltmeisterschaften als auch bei Paralympischen Sommerspielen. So wurde er bei den Europameisterschaften 2005 in Jesolo sowohl im Einzel als auch mit dem Team Europameister im Tischtennis. Diesen Erfolg wiederholte er bei den folgenden Europameisterschaften 2007 und 2009. Auch bei der Weltmeisterschaft in Montreux war er dabei und belegte dort den zweiten Platz.
Auch an den Paralympischen Sommerspielen in Sydney, Athen und Peking nahm er mit der Deutschen Paralympischen Mannschaft teil und gewann 2004 in Athen sowohl im Einzel wie auch mit der Mannschaft jeweils eine Bronzemedaille.
Für den Gewinn der beiden Bronzemedaillen bei den Paralympischen Sommerspielen in Athen wurde er vom Bundespräsidenten mt dem Silbernen Lorbeerblatt ausgezeichnet.